# Biedesheim

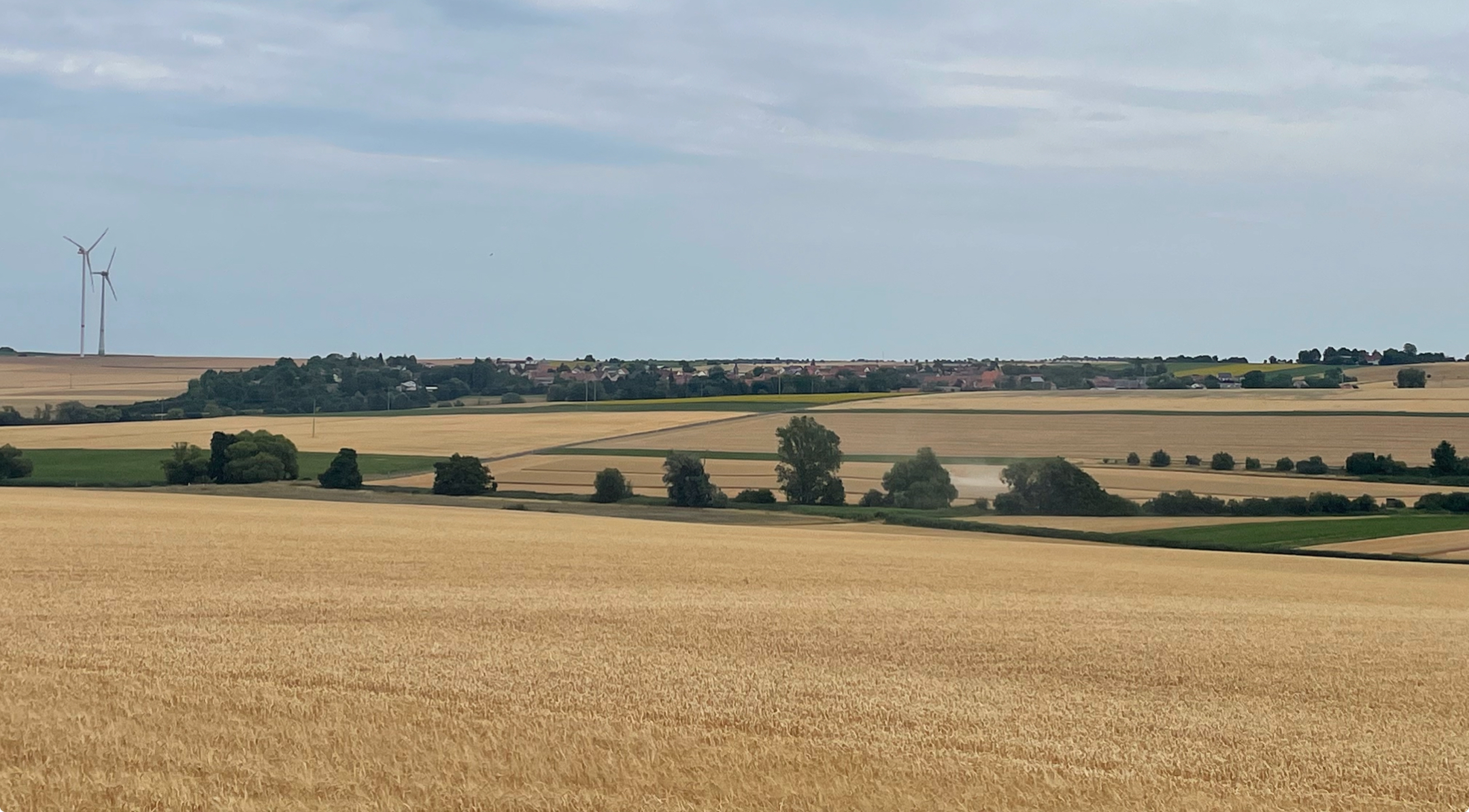
Biedesheim von der Straße zwischen Göllheim und Rüssingen aus gesehen

Biedesheim (pfälzisch: Birressem) ist eine Ortsgemeinde im Donnersbergkreis in Rheinland-Pfalz. Sie gehört der Verbandsgemeinde Göllheim an.

## Geographie
Die Gemeinde liegt am Oberlauf des Brübelbaches, nördlich des Naturparks Pfälzerwald, zwischen Kaiserslautern und Worms. Zu Biedesheim gehört auch der Wohnplatz Neumühle sowie die Siedlung Schönblick.

## Geschichte

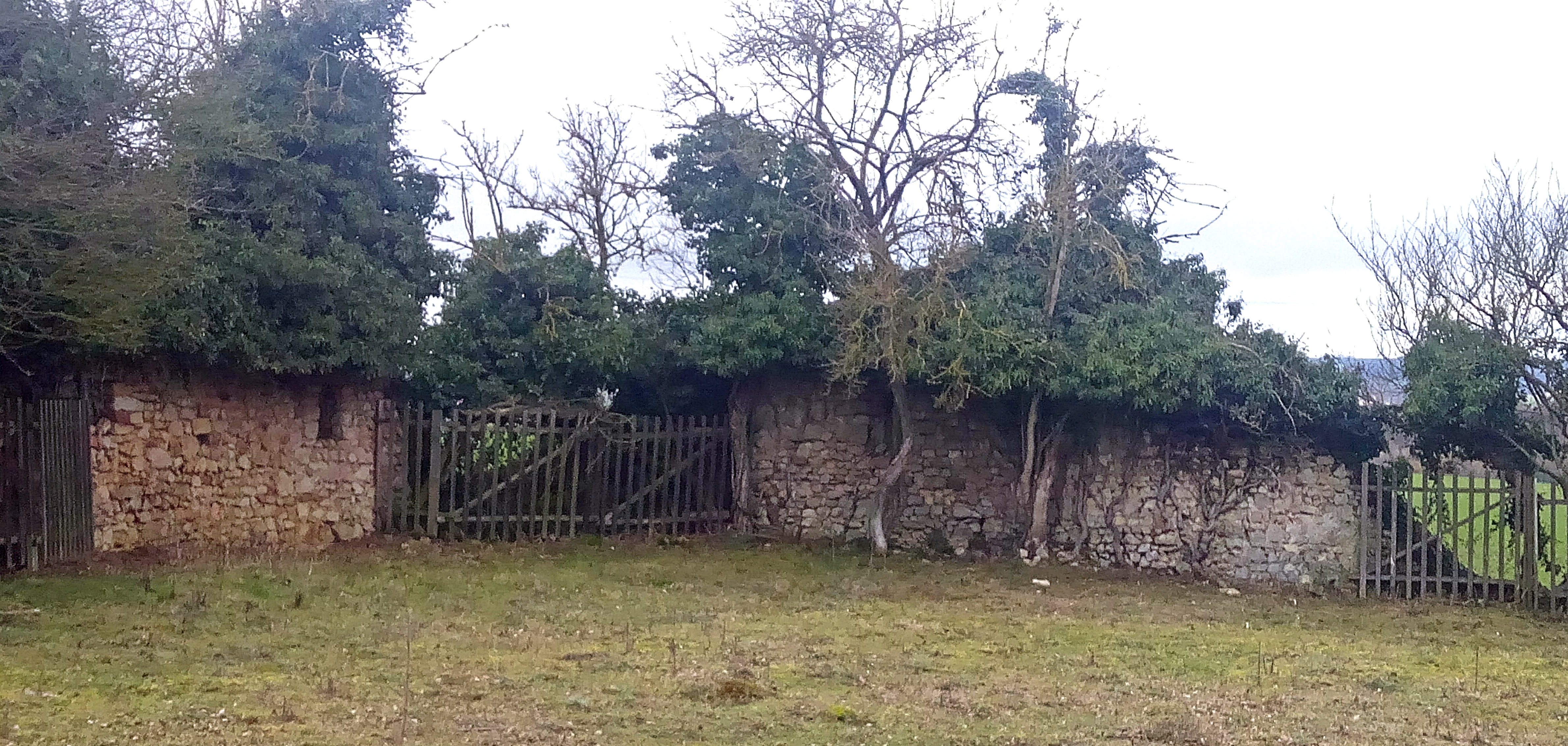
Mittelalterlicher Mauerrest der Burg Biedesheim

Biedesheim ist eine fränkische Gründung und wurde erstmals im Jahr 782 als Bosinesheim im Lorscher Codex urkundlich erwähnt. Ein späterer Ortsname ist auch „Büdesheim“ und 1766 wurde der Ort „Rüben-Büdesheim“ (auch „Rübenbüdesheim“) zur Unterscheidung von „Erbes-Büdesheim“ genannt. „Rübenbüdesheim“ war bis ins 19. Jahrhundert im Gebrauch.
Im Westteil von Biedesheim befand sich eine Wasserburg, die Burg Biedesheim, welche 1470 zerstört wurde. Es existieren  davon noch geringe Mauerreste.

## Politik

### Gemeinderat
Der Gemeinderat in Biedesheim besteht aus zwölf Ratsmitgliedern, die bei der Kommunalwahl am 9. Juni 2024 in einer Mehrheitswahl gewählt wurden, und dem ehrenamtlichen Ortsbürgermeister als Vorsitzendem.
Die Sitzverteilung im Gemeinderat:
| Wahl | SPD               | FWG               | Gesamt   |
| ---- | ----------------- | ----------------- | -------- |
| 2024 | per Mehrheitswahl | per Mehrheitswahl | 12 Sitze |
| 2019 | per Mehrheitswahl | per Mehrheitswahl | 12 Sitze |
| 2014 | per Mehrheitswahl | per Mehrheitswahl | 12 Sitze |
| 2009 | 5                 | 7                 | 12 Sitze |
| 2004 | 7                 | 5                 | 12 Sitze |

- FWG = Freie Wählergemeinschaft Biebesheim

### Bürgermeister
Armin Wendel wurde am 11. Mai 2023 Ortsbürgermeister von Biedesheim. Bei der Direktwahl am 23. April 2023 war der bisherige Erste Beigeordnete der Gemeinde mit einem Stimmenanteil von 88,5 % gewählt worden. Bei der Direktwahl am 9. Juni 2024 wurde er ohne Gegenkandidat mit 80,1 % der Stimmen für weitere fünf Jahre in seinem Amt bestätigt.
Wendels Vorgänger Holger Pradella hatte das Amt 2009 übernommen. Zuletzt bei der Kommunalwahl am 26. Mai 2019 wurde er mit einem Stimmenanteil von 76,74 % für weitere fünf Jahre in seinem Amt bestätigt. Pradella legte das Ehrenamt jedoch vorzeitig zum 31. Januar 2023 nieder, wodurch eine Neuwahl erforderlich wurde.

### Wappen
| Wappen von Biedesheim | Blasonierung: „In Rot ein silbernes Andreaskreuz, im oberen und unteren Feld je ein sechsstrahliger goldener Stern.“ |
| Wappen von Biedesheim | |

## Kultur und Sehenswürdigkeiten

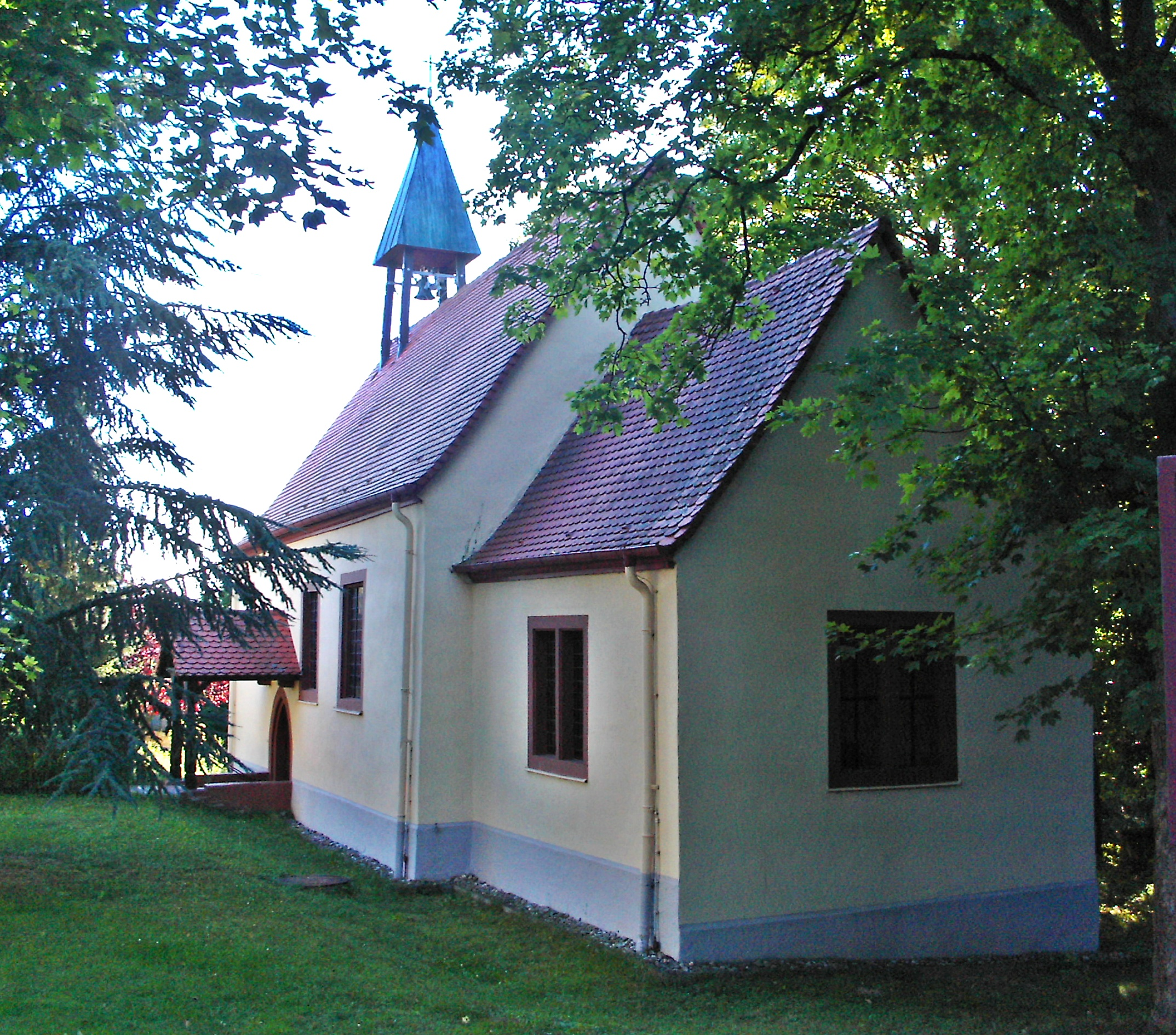
Prot. Kirche Biedesheim (mittelalterlich)

Die evangelische Kirche ist ein romanischer Bau aus dem 10. Jahrhundert, der 1498 erneuert wurde. Im Innern befinden sich prächtige, 1964 freigelegte Wandmalereien, die dem 13. bis 15. Jahrhundert zugeordnet werden. Östlich und südlich der Kirche befindet sich der alte Friedhof mit einigen schönen klassizistischen Grabmälern, darunter eines für einen Biedesheimer Veteranen der Napoleonischen Kriege.
Siehe auch: Liste der Kulturdenkmäler in Biedesheim
Die Kerwe findet alljährlich am dritten Wochenende im September statt.

## Wirtschaft und Infrastruktur
In kurzer Entfernung befinden sich die A 63 im Westen, die A 6 im Süden und die A 61 im Osten.